# Spilosmylus africanus
Spilosmylus africanus is een insect uit de familie watergaasvliegen (Osmylidae), die tot de orde netvleugeligen (Neuroptera) behoort. 
Spilosmylus africanus is voor het eerst wetenschappelijk beschreven door Hermann Julius Kolbe in 1897. De soort komt voor in Tanzania en Madagaskar.